# Giuseppe Antonio Scotti
Giuseppe Antonio Scotti (* 20. Oktober 1952) ist ein römisch-katholischer Geistlicher.

## Leben
Giuseppe Antonio Scotti empfing am 11. Juni 1977 das Sakrament der Priesterweihe.
Papst Benedikt XVI. ernannte ihn am 30. November 2007 zum beigeordneten Sekretär des Päpstlichen Rates für die sozialen Kommunikationsmittel. Diese Tätigkeit endete mit der Auflösung des Rates im Jahr 2016.